# 2014年冬季奧林匹克運動會馬其頓代表團
2014年冬季奧林匹克運動會馬其頓代表團是馬其頓所派出的2014年冬季奧林匹克運動會代表團，共有三名運動員參與兩項目賽事。

## 高山滑雪
馬其頓共有2名運動員參賽。
- 男子項目 – 1個名額

## 越野滑雪
馬其頓獲得了2個名額。
- 男子項目 – 1個名額[2]
- 女子項目 – 1個名額

## 外部連結
- Macedonia at the 2014 Winter Olympics（页面存档备份，存于）